# North American T-39
Die North American T-39 ist ein zweistrahliges Geschäftsreiseflugzeug des ehemaligen US-amerikanischen Herstellers North American Aviation aus den 1950er-Jahren. Aufgrund der Ähnlichkeit der T-39 mit der North American F-86 bekam das Flugzeug die Zusatzbezeichnung Sabreliner (dt.: säbelförmig). Es wurde im militärischen und zivilen Bereich genutzt. Die militärische Variante T-39 Sabreliner wurde von der U.S. Air Force und der U.S. Navy verwendet. Im Jahr 1959 erfolgte die erste Bestellung seitens der Air Force.

## Geschichte

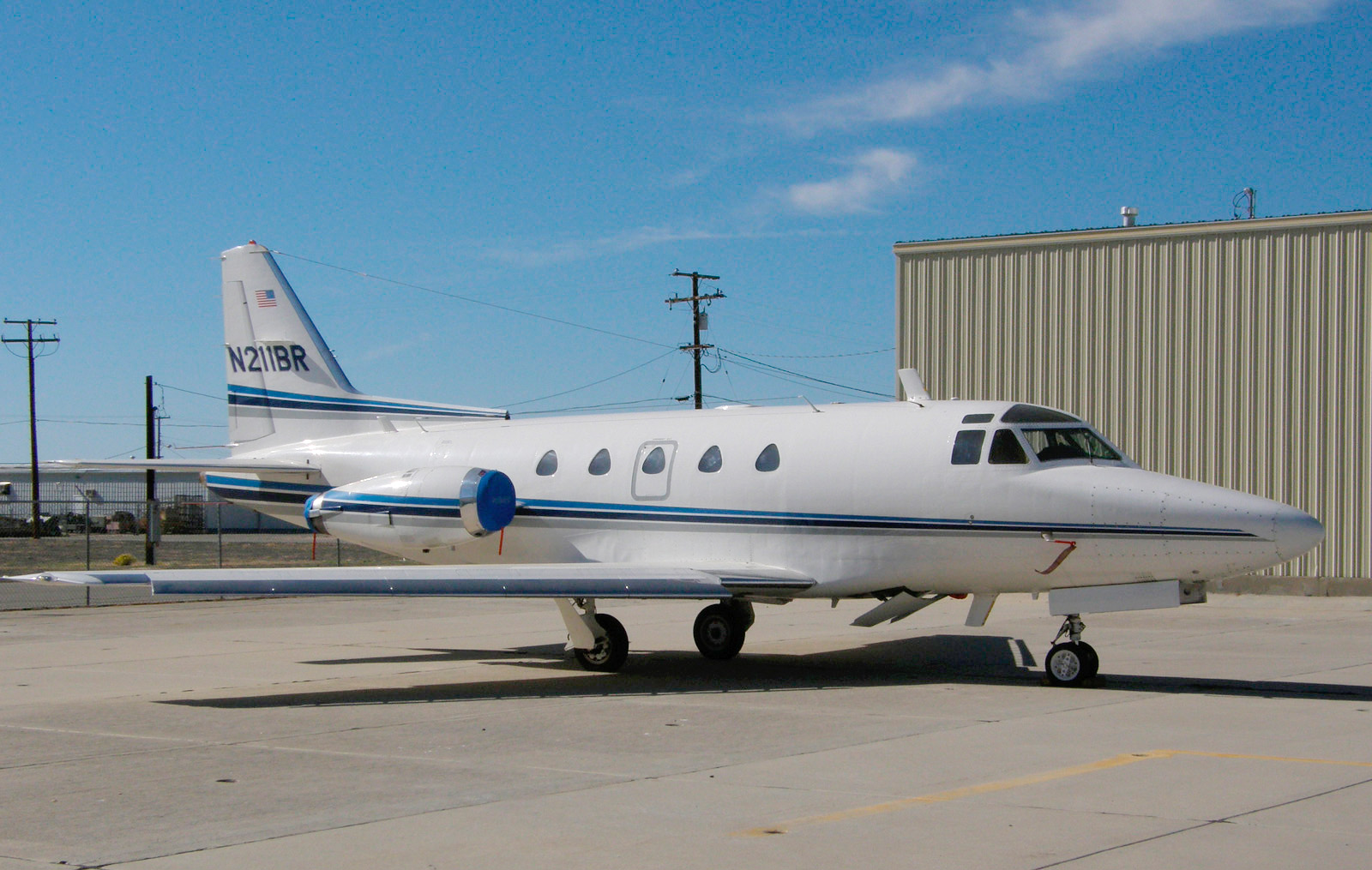
NA-265-60 Series 60 Sabreliner der National Test Pilot School am Flughafen Mojave

North American Aviation begann mit der Entwicklung der T-39 im Jahr 1956 ohne öffentlichen Auftrag bzw. vorangegangene Ausschreibung. Es war geplant, sowohl eine zivile als auch eine militärische Version zu erarbeiten. Auch suchte die US Air Force im Rahmen des UTX-Programms (Utility Trainer Experimental) ein Flugzeug, das sowohl Transport- als auch Kampfpilotentrainingsaufgaben übernehmen konnte.
Der erste Prototyp der zivilen Variante mit der Bezeichnung NA-264 absolvierte seinen Jungfernflug am 16. September 1958. Der Antrieb erfolgte mittels zweier General Electric J85-Turbojet-Strahltriebwerke am Heck des Flugzeugs. Die Musterzulassung erfolgte im April 1963. Der Kandidat für das militärische UTX-Programm war das Modell T-39A, das beim Produktionsstart von zwei Pratt & Whitney JT12A8 Turbojet-Triebwerken angetrieben wurde. Im Anschluss wurden noch die zivilen Varianten Series 40, Series 60, Series 60A und Series 75 produziert, die im Wesentlichen nur längere und geräumigere Varianten der T-39 darstellten. Im Jahr 1973 konnten die Flugzeuge der Sabreliner-Familie auch mit General Electric CF700- bzw. Garrett AiResearch TFE73131D-Turbofan-Triebwerken (Series 60A, 70, 75) bestellt werden. Serienmäßig geschah dies bei der Series 75A-Variante, die zudem diverse Neuerungen in der Kabinenausstattung und in der Flugzeugaerodynamik mit sich brachte.
Im Jahr 1981 wurde die Produktion der North American T-39 eingestellt.
Im Mai 2012 operierten bei der US Navy noch zwei Staffeln mit der T-39, zum einen die Trainingsstaffel VT-86 „Sabrehawks“ auf der Naval Air Station Pensacola, Florida, sowie die Erprobungsstaffel VX-31 auf der Naval Air Station China Lake in Kalifornien; dort ist allerdings nur ein einzelnes Exemplar der Baureihe T-39D stationiert. Die US Navy will die verbliebenen T-39, die teilweise über fünfzig Jahre alt sind, bis 2014 durch die McDonnell Douglas T-45 ersetzen.

## Varianten

### Zivile Ausführungen
- NA-265: Prototyp der zivilen Variante, die identisch mit der militärischen Variante T-39A war.
- Series 40: erste Serienversion. Modell NA-265-40, die mit JT12A-6A oder JT12A-8 Triebwerken ausgestattet war.
- Series 60: verlängerte Passagierkabine; äußerlich  erkennbar an den fünf Fenster auf der Seite anstelle der drei Fenster bei der Series 40. Modell NA-265-60; mit JT12A-8 Triebwerken.
- Series 60A: Series 60-Version mit aerodynamischen Verbesserungen.
- Series 65A: Series 60-Version Garrett AiResearch TFE731-3R-1D-Turbinen. Modell NA-265-65.
- Series 75: Series 60A-Version mit tieferem Flugzeugrumpf. Modell NA-265-70; JT12A-8 Turbinen.
- Series 75A: Series 75-Version mit diversen Verbesserungen hinsichtlich der Aerodynamik des Flugzeugs. Angetrieben wurde diese Version mit GE CF700 Turbofan-Triebwerken. Model NA-265-80.

### Militärische Ausführungen
- T-39A: erste Serienversion, als Schulflugzeug verwendet und mit JT12A-6A-Triebwerken angetrieben. Modell NA-265.
  - CT-39A: Fracht- und Personentransportversion für die U.S. Air Force. Der Antrieb erfolgte mit J60-P-3/-3A-Einwellen-Turbojet-Triebwerken von P&W.
  - NT-39A: Testflugzeugvariante der Ausführung T-39A, die von der Air Force betrieben wurde.
- T-39B: Radarsystem-Trainingsflugzeug für die Air Force, das mit Doppler-Radarantennen ausgestattet war. Modell NA-265-20.
- T-39D: Radarsystem-Trainingsflugzeug für die U.S. Navy, das mit AN/APQ-94- und AN/APQ-126-Radare ausgestattet war. Modell NA-265-30.
- CT-39E: Transportversion der Navy mit JT12A-8-Triebwerken.
- CT-39G: Transportversion der Navy mit verlängertem Rumpf mit JT12-Triebwerken mit Schubumkehr.
  - T-39G: modifizierte Version der Variante Navy-CT-39G für Flugübungen im Rahmen des Undergraduate Flight Officer Training-Programms.
- T-39N: Navy-Trainingsversion für das Undergraduate Flight Officer Training-Programm.

## Nutzerstaaten
Argentinien
- Argentinische Luftwaffe
- Argentinische Armee

 Bolivien
- Bolivianische Luftwaffe (Series 60)

 Ecuador
- Fuerza Aérea Ecuatoriana

 Mexiko
- Mexikanische Luftwaffe
- Mexikanische Marine

 Schweden
- Flygvapnet

 Vereinigte Staaten
- United States Air Force
- United States Navy
- BAE Systems Inc. (T-39A)
- Federal Aviation Administration (Series 80)
- National Test Pilot School

## Technische Daten (North American T3J-1/T-39D)

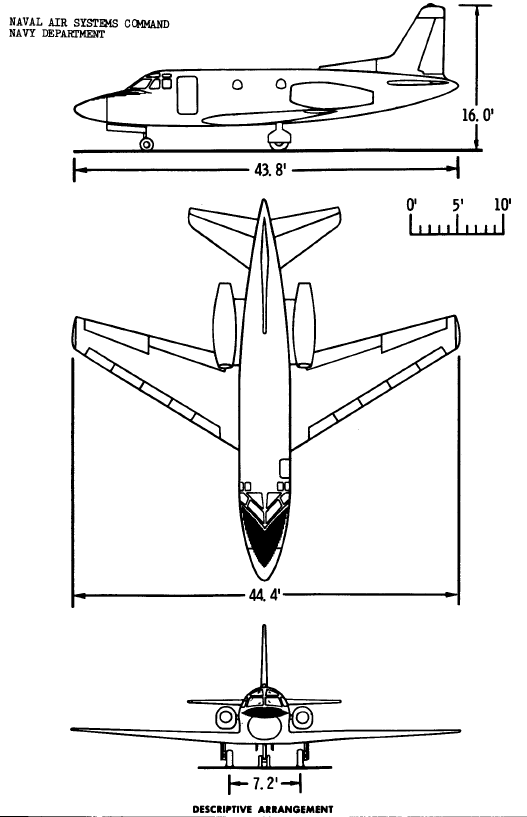
Dreiseitenriss der T-39N der US Navy

Die technischen Daten stammen von Boeing.
| Kenngröße             | Daten                                      |
| --------------------- | ------------------------------------------ |
| Spannweite            | 13,56 m                                    |
| Länge                 | 13,41 m                                    |
| Höhe                  | 4,88 m                                     |
| Leergewicht           | 4199 kg                                    |
| Startgewicht          | 7412 kg                                    |
| Besatzung             | 4–5                                        |
| Passagiere            | 5–7                                        |
| Reisegeschwindigkeit  | 800 km/h                                   |
| Höchstgeschwindigkeit | 885 km/h                                   |
| Dienstgipfelhöhe      | ca. 12.200 m                               |
| Reichweite            | 4.020 km                                   |
| Triebwerke            | zwei Pratt & Whitney JT12-Strahltriebwerke |